# Mathias Niederberger
Mathias Niederberger (* 26. November 1992 in Düsseldorf) ist ein deutscher Eishockeytorwart, der seit Mai 2022 beim EHC Red Bull München aus der Deutschen Eishockey Liga (DEL) unter Vertrag steht. Zuvor war Niederberger bereits für die Düsseldorfer EG und Eisbären Berlin, mit denen er in den Jahren 2021 und 2022 jeweils Deutscher Meister wurde, in der DEL aktiv. Sein Vater Andreas Niederberger war und sein jüngerer Bruder Leon ist ebenfalls professioneller Eishockeyspieler.

## Karriere

### Anfänge in Deutschland
Mathias Niederberger begann seine Karriere als Eishockeyspieler in seiner Heimatstadt in der Nachwuchsabteilung der Düsseldorfer EG, für deren U18-Junioren er von 2007 bis 2010 in der Deutschen Nachwuchsliga (DNL) aktiv war. In der Saison 2007/08 spielte er zudem parallel für die U18-Junioren der Ratinger Ice Aliens. In der Saison 2010/11 gab der Torwart im Alter von 17 Jahren sein Debüt für die Profimannschaft der DEG Metro Stars in der Deutschen Eishockey Liga (DEL), als er am 1. Oktober 2010 bei der 0:3-Niederlage gegen den EHC Red Bull München während der gesamten 60 Minuten zwischen den Pfosten stand. In der Folgezeit kam er als Ersatztorwart hinter dem Kanadier Jean-Sébastien Aubin zu weiteren DEL-Einsätzen und spielte für die U18-Junioren der DEG Metro Stars weiterhin in der DNL. Zudem lief er mit einer Förderlizenz ausgestattet für den Oberligisten Füchse Duisburg auf.

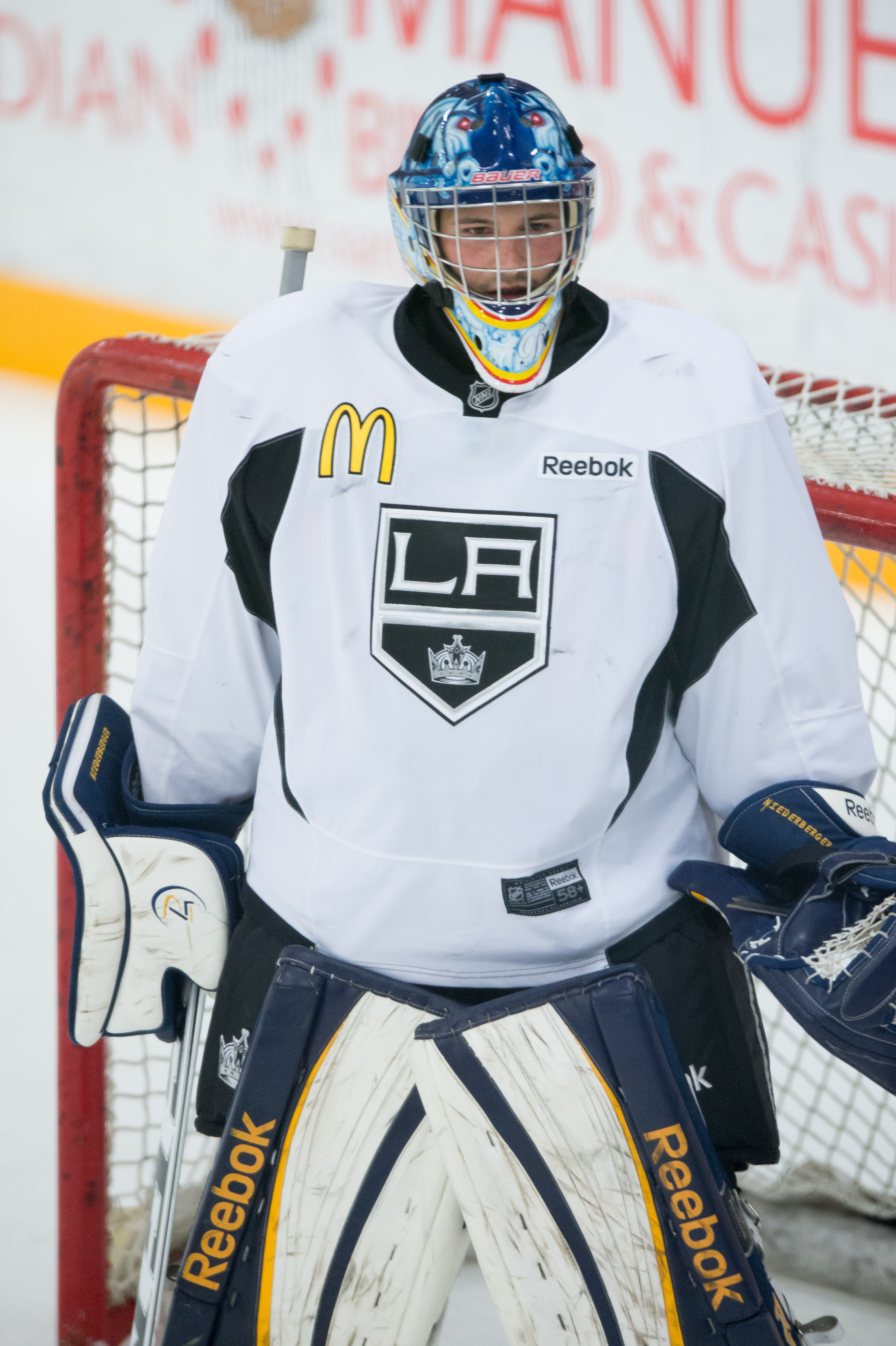
Niederberger im Trainingstrikot der Los Angeles Kings (2013)

### Wechsel nach Nordamerika
Zur Saison 2011/12 wechselte Niederberger zu den Barrie Colts in die kanadische Juniorenliga Ontario Hockey League (OHL), die den Torwart im CHL Import Draft 2011 in der ersten Runde an 25. Position ausgewählt hatten. Zum NHL Entry Draft 2012 erhoffte sich der Düsseldorfer von einem Team der nordamerikanischen Profiliga National Hockey League (NHL) ausgewählt zu werden. Die Rechte an Niederberger hatten sich, obwohl er in dieser Saison gute Leistungen bei den Barrie Colts zeigte, letztlich keines der 30 NHL-Teams gesichert. Als ein Grund für diese Zurückhaltung seitens der Vereine wurde die mit 1,80 m im Vergleich recht geringe Körpergröße Niederbergers gehandelt. Dennoch bekam er nach dem Draft die Chance am Prospect Camp des kanadischen Franchises Toronto Maple Leafs teilzunehmen. Dieses Angebot nahm der deutsche Torhüter unverzüglich wahr, um seinen Ruf in der National Hockey League verbessern zu können. Einen Vertrag bei einem NHL-Klub bekam Niederberger für die folgende NHL-Saison 12/13 nicht, durfte jedoch bei den Barrie Colts als einer von drei erlaubten Overage-Spielern – also Spieler die den 20. Geburtstag bereits überschritten haben – ein weiteres Jahr in der OHL auflaufen. Nach der Niederlage in der Finalserie der OHL gegen die London Knights wechselte der Düsseldorfer zurück nach Deutschland und unterschrieb einen Vertrag bei dem EHC Red Bull München in der DEL.
Am 26. Juni 2013 bekam Niederberger trotz der bereits getätigten Vertragsunterschrift bei den Münchenern ein Angebot aus der American Hockey League (AHL). Die Manchester Monarchs, das Farmteam der Los Angeles Kings, versuchten den Torhüter in den Kader zu holen. Der EHC München gab die Rechte an dem erst kurz zuvor verpflichteten Torhüter frei, um dem Düsseldorfer eine Chance auf eine NHL-Empfehlung zu gewähren. Durch diese Freigabe seitens des alten Vereins konnte Niederberger nun nach Nordamerika zurückkehren. Er verbrachte die Spielzeit 2013/14 jedoch bei den Monarchs in der AHL sowie den Ontario Reign in der ECHL.

### Rückkehr nach Deutschland

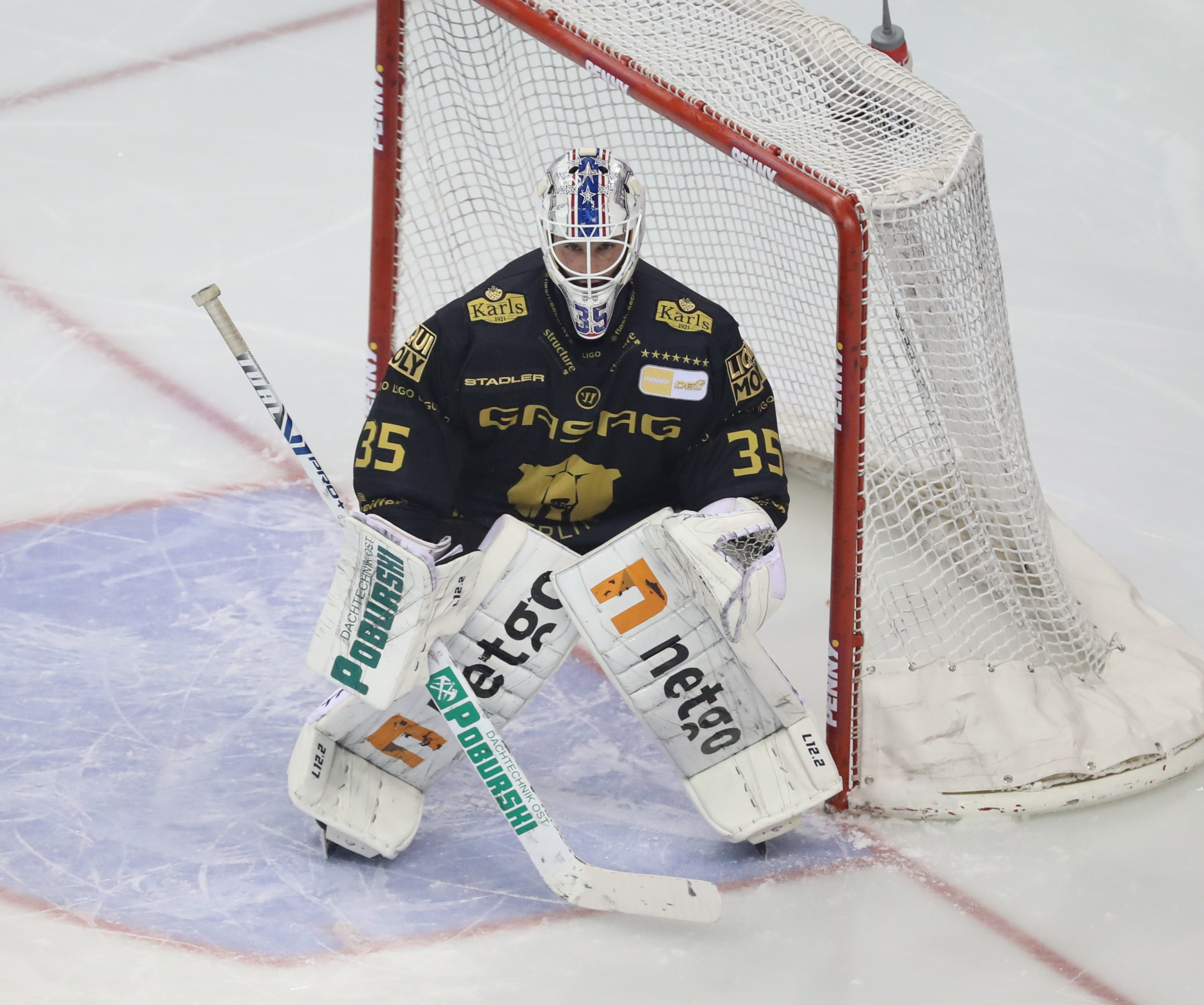
Niederberger als Spieler der Eisbären Berlin (2021)

Im Juni 2014 unterschrieb Niederberger einen Vertrag bei den Eisbären Berlin und absolvierte in der Saison 2014/15 zwölf Einsätze für die Mannschaft. Zudem stand er fünfmal bei den Dresdner Eislöwen in der DEL2 zwischen den Pfosten. Im Juli 2015 wurde der Schlussmann an seinen Ausbildungsverein, die Düsseldorfer EG, ausgeliehen, um Spielpraxis zu sammeln. Er wurde als bester DEL-Torwart des Spieljahres 2015/16 ausgezeichnet, wurde mit der DEG Fünfter nach der Hauptrunde und schied in den anschließenden Playoffs im Viertelfinale aus. Im Frühjahr 2016 wurde die Ausleihe auf die Saison 2016/17 ausgeweitet. Im März 2017 gab die DEG bekannt, dass Niederberger seinen Vertrag bis 2020 verlängert hat. Die Spielzeiten 2016/17 und 2017/18 beendete er mit seinem Team jeweils auf dem elften Tabellenplatz und konnte sich somit nicht für die Playoffs bzw. Pre-Playoffs qualifizieren. Nachdem die DEG nach diesen enttäuschenden Ergebnissen die Mannschaft erneut umgebaute, wurde sie in der Saison 2018/19 Sechster nach der Hauptrunde und Niederberger wies mit 92,9 Prozent die beste Fangquote der DEL auf und konnte mit 2,19 Toren pro Partie den drittbesten Gegentorschnitt verbuchen. Er bekam mit dem Schweden Fredrik Pettersson-Wentzel einen starken Mann an die Seite gestellt, der 20 Partien absolvierte, aber nicht an die Werte von Niederberger herankam. In der darauffolgenden Spielzeit 2019/20 wurde die DEG Fünfter nach der Hauptrunde, jedoch wurden die Playoffs wegen der COVID-19-Pandemie abgesagt und kein Deutscher Meister ermittelt. Bei der DEL-Gala am 28. März 2020 wurde Niederberger zum zweiten Mal zum Torhüter des Jahres gewählt; mit einer Fangquote von 93,0 Prozent, einem Gegentorschnitt von 2,05 sowie fünf Shutouts in 46 Spielen führte er die drei Torhüter-Hauptkategorien an.
Zur Saison 2020/21 kehrte Niederberger zu den Eisbären Berlin zurück. Er gewann mit seinem Team die DEL-Gruppe Nord und wies nach der Hauptrunde mit 2,13 Gegentoren pro Spiel den viertbesten Gegentorschnitt sowie mit 92,2 Prozent auch die viertbeste Fangquote aller Torhüter auf. Zudem erreichte er – wie in der Vorsaison – fünf Shutouts und war damit Ligaspitze. In den anschließenden Playoffs errang seine Mannschaft die 100. Deutsche Meisterschaft. Die Hauptrunde der folgenden Saison beendeten die Eisbären auf dem ersten Tabellenplatz und konnten in den anschließenden Playoffs ihren Titel verteidigen. Niederberger war mit neun Siegen, einem Gegentorschnitt von 1,84, einer Fangquote von 93,6 Prozent sowie drei Shutouts der jeweils beste Torhüter in diesen Kategorien. Fünf Tage nach dem Titelgewinn gegen den EHC Red Bull München wurde bekannt, dass Niederberger zur Saison 2022/23 zum unterlegenen Finalgegner aus München wechseln würde. Dort bildete er in der Spielzeit, an deren Ende er seinen dritten Meistertitel feierte, ein Torhütergespann mit Danny aus den Birken.

### International

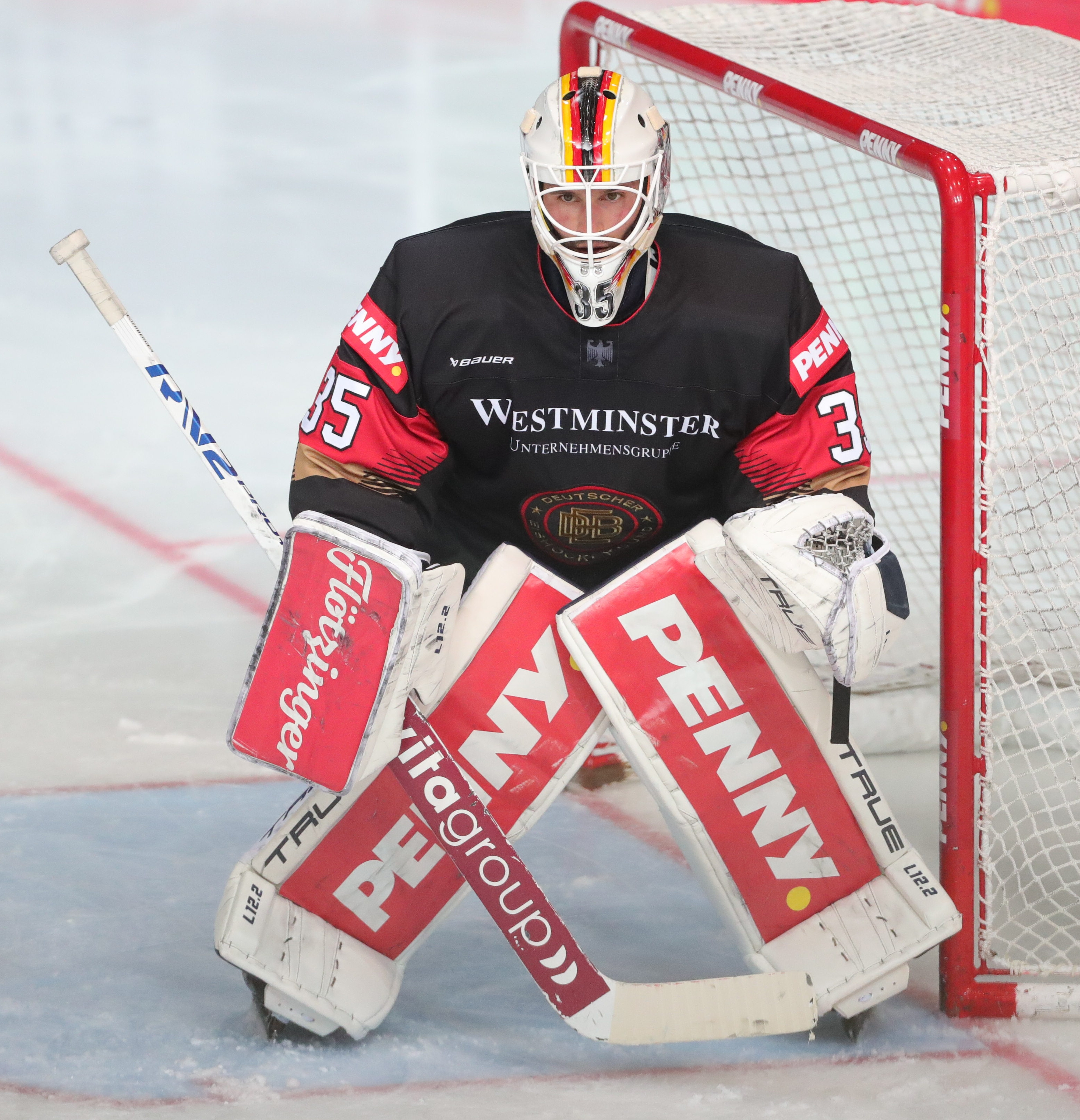
Niederberger als Torwart der deutschen Nationalmannschaft (2023)

Für Deutschland nahm Niederberger an der U18-Junioren-Weltmeisterschaft der Division I 2010 teil, bei der er mit seiner Mannschaft den Aufstieg in die Top-Division erreichte. Zu diesem Erfolg trug er mit einem Gegentorschnitt von 0,67 pro Spiel und einer Fangquote von 96,5 Prozent bei seinen drei Einsätzen bei.
Im April 2016 gab er im Rahmen der Euro Hockey Challenge in Tschechien sein Debüt in der deutschen A-Nationalmannschaft. Sein erstes großes internationales Turnier bestritt Niederberger bei der Weltmeisterschaft 2018 in Dänemark. Dort wurde er als dritter Torwart nachnominiert und kam einmal zum Einsatz, bei dem die Deutschen den ersten Sieg über Finnland seit 25 Jahren feierten. Weitere Teilnahmen an Weltmeisterschaften folgten in den Jahren 2019, 2021 und 2022. Zudem hütete Niederberger das deutsche Tor im Rahmen der Olympischen Winterspiele 2022 in Peking. Bei der Weltmeisterschaft 2023 errang er mit der Nationalmannschaft die Silbermedaille, wobei er als Stammtorhüter neun der zehn Turnierspiele absolvierte. In den Jahren darauf fungierte er bei den Welttitelkämpfen 2024 und 2025 als Ersatzmann von Philipp Grubauer.

## Sonstiges
Niederberger spielte in der DEL bereits 37-mal zu null. Damit gehört er zu den erfolgreichsten Torhütern der DEL-Geschichte (Stand: 28. März 2025). 

## Erfolge und Auszeichnungen
| - 2012 OHL-Torwart des Monats Dezember - 2016 DEL-Torwart des Jahres - 2019 Höchste Fangquote der DEL-Hauptrunde - 2020 Höchste Fangquote und geringster Gegentorschnitt der DEL-Hauptrunde - 2020 DEL-Torwart des Jahres | - 2021 Deutscher Meister mit den Eisbären Berlin - 2022 Deutscher Meister mit den Eisbären Berlin - 2022 Höchste Fangquote und geringster Gegentorschnitt der DEL-Playoffs - 2023 Geringster Gegentorschnitt der DEL-Hauptrunde (gemeinsam mit Henrik Haukeland) - 2023 Deutscher Meister mit dem EHC Red Bull München |

### International
| - 2010 Aufstieg in die Top-Division bei der U18-Junioren-Weltmeisterschaft der Division I - 2012 Aufstieg in die Top-Division bei der U20-Junioren-Weltmeisterschaft der Division IA - 2012 Geringster Gegentorschnitt bei der U20-Junioren-Weltmeisterschaft der Division IA | - 2012 Bester Torwart der U20-Junioren-Weltmeisterschaft der Division IA - 2023 Silbermedaille bei der Weltmeisterschaft |

## Karrierestatistik
Stand: Ende der Saison 2024/25

### International
Vertrat Deutschland bei:
| - World U-17 Hockey Challenge 2009 - U18-Junioren-Weltmeisterschaft der Division I 2010 - U20-Junioren-Weltmeisterschaft der Division IA 2012 - Weltmeisterschaft 2018 - Weltmeisterschaft 2019 - Weltmeisterschaft 2021 | - Olympischen Winterspielen 2022 - Weltmeisterschaft 2022 - Weltmeisterschaft 2023 - Weltmeisterschaft 2024 - Weltmeisterschaft 2025 |

(Legende zur Torhüterstatistik: GP oder Sp = Spiele insgesamt; W oder S = Siege; L oder N = Niederlagen; T oder U oder OT = Unentschieden oder Overtime- bzw. Shootout-Niederlage; Min. = Minuten; SOG oder SaT = Schüsse aufs Tor; GA oder GT = Gegentore; SO = Shutouts; GAA oder GTS = Gegentorschnitt; Sv% oder SVS% = Fangquote; EN = Empty Net Goal; 1 Play-downs/Relegation; Kursiv: Statistik nicht vollständig)

## Familie
Niederbergers Vater Andreas spielte zwölf Jahre für die Düsseldorfer EG und wurde mit ihr in den 1990er-Jahren fünfmal Deutscher Meister. Seit Mai 2022 ist er Vizepräsident des Deutschen Eishockey-Bundes (DEB). Seine Mutter ist Italienerin; Niederberger wuchs mit seinem jüngeren Bruder Leon zweisprachig auf.